# 벤즈알데하이드
벤즈알데하이드(Benzaldehyde, C7H6O)는 가장 간단한 방향족 알데하이드다. 고편도유의 성분 중 하나이다.

## 섭취
벤즈알데하이드는 아몬드와 살구, 체리씨 등에 함유되어 있는 아미그달린을 통하여 얻어진다. 아미그달린은 효소 작용을 통해 벤즈알데하이드와 사이안화 수소, 글루코스로 분해된다.

## 화학 반응
벤즈알데하이드는 공기중에서 산화되어 벤조산으로 바뀌며, 수소첨가반응을 통해 벤질알코올이 생성되기도 한다. 무수(無水) 상태의 아세트산나트륨이나 아세트산무수물과 반응할 시 신남산(계피산)이 발생하는 것으로 알려져 있다.

## 안전성
70kg의 건장한 성인 남성을 기준으로 벤즈알데하이드의 치사량은 약 50 mL이며 미국 환경보호국에 의해 유해 물질로 지정되어 있다. 물론 각종 식품에 벤즈알데하이드가 향 첨가를 목적으로 쓰이지만, 소량 섭취는 거의 안전하다.